# Ping Dao
Ping Dao (kinesiska: 平岛) är en ö i Kina. Den ligger i provinsen Shandong, i den östra delen av landet, omkring 310 kilometer sydost om provinshuvudstaden Jinan. Arean är 0,29 kvadratkilometer. Den sträcker sig 0,4 kilometer i nord-sydlig riktning, och 1,1 kilometer i öst-västlig riktning.